# Lontra (Minas Gerais)
Lontra is een gemeente in de Braziliaanse deelstaat Minas Gerais. De gemeente telt 8.332 inwoners (schatting 2009).

## Aangrenzende gemeenten
De gemeente grenst aan Ibiracatu, Japonvar, Pedras de Maria da Cruz en São João da Ponte.